# Seznam francoskih filologov
Seznam francoskih filologov.

## A
- Jean-Jacques Ampère

## B
- Roland Barthes
- Maurice Blanchot?
- Jean-Pierre Bonnel?
- Michel Bréal

## C
- Barbara Cassin
- Jean-François Champollion
- Thomas Corneille

## D
- Roger Dadoun?
- Arsène Darmesteter
- Louis Duchesne
- Georges Dumézil

## E
- Émile Egger
- Alfred Ernout

## F
- Claude Charles Fauriel

## G
- Gérard Genette (1930–2018)
- René Girard
- Gustave Guillaume

## H
- Pierre Hadot ?
- Paul Hazard ?
- Henrik Heger (Hrvat)
- Victor Henry

## J
- Marie Henri d'Arbois de Jubainville

## K
- Julia Kristeva

## L
- Anatole Le Braz?
- Emmanuel Laroche?
- Jacques Le Rider

## M
- Henri Maspero
- André Mazon
- Antoine Meillet
- Paul Meyer
- Frédéric Mistral

## N
- Jean Nougayrol

## O
- Jérémie Jacques Oberlin
- Pierre Olivétan ?

## R
- Ernest Renan
- Michel Riffaterre?

## T
- Eugène-Gabriel-Gervais-Laurent Tisserant
- Adrianus Turnebus

## V
- Theodore Claude Henri, Vicomte Hersart de la Villemarque